# Carl Gustaf Lundin
Carl Gustaf Lundin, född 10 december 1869 Östuna församling, Uppsala län, död 25 februari 1965 i Kungsholms församling, Stockholms stad, var en svensk pastor, psalmförfattare och översättare.
Lundin var missionssekreterare i Svenska Baptistsamfundet.

## Biografi
Carl Gustaf Lundin föddes 1869 i östuna socken. Han var från 1892 till 1895 student vid Betelseminariet, klass 1–3. Lundin var från 1895 till 1898 pastor i Mjölby, från 1898 till 1901 pastor i Norrköping och från 1902 till 1919 pastor i Kungsholmen, Stockholm. Han var från 1919 till 1921 missionssekreterare för inre missionen och var 1921 representant vid Northern Baptistal Convention i USA. Under åren 1921 till 1922 gjorden han en inspirationsresa till Kina och blev 1922 missionssekreterare för yttre missionen.

### Familj
Lundin gifte sig 19 september 1895 med Hedvig Linnéa Svensson i Västerstad.

## Psalmer
- Det är en som har dött i stället för mig (översatt från engelska 1928)
- Jesus, du som en gång trädde (textbearbetning)
- När invid korset jag böjde mig
- Än lever våra fäders tro